# Litvánia a 2012. évi nyári olimpiai játékokon
Litvánia a nagy-britanniai Londonban megrendezett 2012. évi nyári olimpiai játékok egyik részt vevő nemzete volt. Az országot az olimpián 14 sportágban 62 sportoló képviselte, akik összesen 4 érmet szereztek.

## Érmesek
| Érem  | Versenyző           | Sportág   | Versenyszám              |
| ----- | ------------------- | --------- | ------------------------ |
| Arany | Laura Asadauskaitė  | Öttusa    | Női                      |
| Arany | Rūta Meilutytė      | Úszás     | Női 100 m mell           |
| Bronz | Aleksandr Kazakevič | Birkózás  | Férfi kötöttfogás, 74 kg |
| Bronz | Evaldas Petrauskas  | Ökölvívás | Férfi könnyűsúly         |

## Atlétika
Férfi
| Versenyző         | Versenyszám     | Selejtező | Selejtező | Selejtező | Előfutam | Előfutam | Előfutam | Elődöntő | Elődöntő | Elődöntő | Döntő   | Döntő    |
| Versenyző         | Versenyszám     | Idő       | Hely.     | Össz.     | Idő      | Hely.    | Össz.    | Idő      | Hely.    | Össz.    | Idő     | Helyezés |
| ----------------- | --------------- | --------- | --------- | --------- | -------- | -------- | -------- | -------- | -------- | -------- | ------- | -------- |
| Rytis Sakalauskas | 100 m           | kiemelt   | kiemelt   | kiemelt   | 10,29    | 6.       | 31.      | kiesett  | kiesett  | kiesett  | kiesett | kiesett  |
| Marius Žiūkas     | 20 km gyaloglás |           |           |           |          |          |          |          |          |          | 1:24:45 | 40.      |
| Tadas Šuškevičius | 50 km gyaloglás |           |           |           |          |          |          |          |          |          | 4:08:16 | 46.      |

| Versenyző          | Versenyszám   | Selejtező | Selejtező | Döntő    | Döntő    |
| Versenyző          | Versenyszám   | Eredmény  | Helyezés  | Eredmény | Helyezés |
| ------------------ | ------------- | --------- | --------- | -------- | -------- |
| Raivydas Stanys    | Magasugrás    | 216 cm    | 27.       | kiesett  | kiesett  |
| Povilas Mykolaitis | Távolugrás    | 761 cm    | 26.       | kiesett  | kiesett  |
| Virgilijus Alekna  | Diszkoszvetés | 63,88 m   | 10.       | 67,38 m  | 4.       |

| Versenyző        | Versenyszám | 100 m | 100 m | Távolugrás | Távolugrás | Súlylökés | Súlylökés | Magasugrás | Magasugrás | 400 m | 400 m | 110 m gát | 110 m gát | Diszkoszvetés | Diszkoszvetés | Rúdugrás | Rúdugrás | Gerelyhajítás | Gerelyhajítás | 1500 m  | 1500 m | Végeredmény | Végeredmény |
| Versenyző        | Versenyszám | Idő   | Pont  | Eredmény   | Pont       | Eredmény  | Pont      | Eredmény   | Pont       | Idő   | Pont  | Idő       | Pont      | Eredmény      | Pont          | Eredmény | Pont     | Eredmény      | Pont          | Idő     | Pont   | Pont        | Helyezés    |
| ---------------- | ----------- | ----- | ----- | ---------- | ---------- | --------- | --------- | ---------- | ---------- | ----- | ----- | --------- | --------- | ------------- | ------------- | -------- | -------- | ------------- | ------------- | ------- | ------ | ----------- | ----------- |
| Darius Draudvila | Tízpróba    | 10,95 | 872   | 712 cm     | 842        | 15,17 m   | 800       | 196 cm     | 767        | 50,13 | 809   | 14,87     | 865       | 46,43 m       | 796           | 420 cm   | 673      | 50,16 m       | 591           | 5:03,14 | 542    | 7557        | 25.         |

Női
| Versenyző                  | Versenyszám     | Selejtező | Selejtező | Selejtező | Előfutam | Előfutam | Előfutam | Elődöntő | Elődöntő | Elődöntő | Döntő   | Döntő    |
| Versenyző                  | Versenyszám     | Idő       | Hely.     | Össz.     | Idő      | Hely.    | Össz.    | Idő      | Hely.    | Össz.    | Idő     | Helyezés |
| -------------------------- | --------------- | --------- | --------- | --------- | -------- | -------- | -------- | -------- | -------- | -------- | ------- | -------- |
| Lina Grinčikaitė           | 100 m           | kiemelt   | kiemelt   | kiemelt   | 11,19    | 4.       | 20.      | 11,30    | 7.       | 17.*     | kiesett | kiesett  |
| Rasa Drazdauskaitė         | Maraton         |           |           |           |          |          |          |          |          |          | 2:29:29 | 27.      |
| Diana Lobačevskė           | Maraton         |           |           |           |          |          |          |          |          |          | 2:29:32 | 28.      |
| Remalda Kergytė            | Maraton         |           |           |           |          |          |          |          |          |          | 2:39:01 | 75.      |
| Sonata Tamošaitytė         | 100 m gát       |           |           |           | 13,59    | 5.       | 34.      | kiesett  | kiesett  | kiesett  | kiesett | kiesett  |
| Eglė Staišiūnaitė          | 400 m gát       |           |           |           | 57,79    | 5.       | 34.      | kiesett  | kiesett  | kiesett  | kiesett | kiesett  |
| Kristina Saltanovič        | 20 km gyaloglás |           |           |           |          |          |          |          |          |          | 1:31:04 | 21.      |
| Brigita Virbalytė-Dimšienė | 20 km gyaloglás |           |           |           |          |          |          |          |          |          | 1:31:58 | 26.      |
| Neringa Aidietytė          | 20 km gyaloglás |           |           |           |          |          |          |          |          |          | 1:34:01 | 39.      |

| Versenyző         | Versenyszám   | Selejtező | Selejtező | Döntő    | Döntő    |
| Versenyző         | Versenyszám   | Eredmény  | Helyezés  | Eredmény | Helyezés |
| ----------------- | ------------- | --------- | --------- | -------- | -------- |
| Airinė Palšytė    | Magasugrás    | 193 cm    | 10.**     | 189 cm   | 11.      |
| Zinaida Sendriūtė | Diszkoszvetés | 62,79 m   | 10.       | 61,68 m  | 9.       |
| Indrė Jakubaitytė | Gerelyhajítás | 59,05 m   | 18.       | kiesett  | kiesett  |

| Versenyző      | Versenyszám | 100 m gát | 100 m gát | Magasugrás | Magasugrás | Súlylökés | Súlylökés | 200 m | 200 m | Távolugrás | Távolugrás | Gerelyhajítás | Gerelyhajítás | 800 m   | 800 m | Végeredmény | Végeredmény |
| Versenyző      | Versenyszám | Idő       | Pont      | Eredmény   | Pont       | Eredmény  | Pont      | Idő   | Pont  | Eredmény   | Pont       | Eredmény      | Pont          | Idő     | Pont  | Pont        | Helyezés    |
| -------------- | ----------- | --------- | --------- | ---------- | ---------- | --------- | --------- | ----- | ----- | ---------- | ---------- | ------------- | ------------- | ------- | ----- | ----------- | ----------- |
| Austra Skujytė | Hétpróba    | 14,00     | 978       | 192 cm     | 1132       | 17,31 m   | 1016      | 25,43 | 848   | 625 cm     | 927        | 51,13 m       | 882           | 2:20,59 | 816   | 6599        | 5.          |

* - egy másik versenyzővel azonos eredményt ért el

** - két másik versenyzővel azonos eredményt ért el

## Birkózás

### Férfi
Kötöttfogású
| Versenyző           | Versenyszám | Selejtező                           | Nyolcaddöntő                            | Negyeddöntő                            | Elődöntő                       | Vigaszág első kör | Vigaszág elődöntő                  | Bronz- mérkőzés              | Döntő             | Helyezés |
| Versenyző           | Versenyszám | Ellenfél Eredmény                   | Ellenfél Eredmény                       | Ellenfél Eredmény                      | Ellenfél Eredmény              | Ellenfél Eredmény | Ellenfél Eredmény                  | Ellenfél Eredmény            | Ellenfél Eredmény | Helyezés |
| ------------------- | ----------- | ----------------------------------- | --------------------------------------- | -------------------------------------- | ------------------------------ | ----------------- | ---------------------------------- | ---------------------------- | ----------------- | -------- |
| Edgaras Venckaitis  | 66 kg       | Mohamed Serir (ALG) · 5–0, 0–1, 1–0 | Darhan Bajahmetov (KAZ) · 0–2, 2–0, 4–0 | Kim Hjonu (KOR) · 3–0, 1–0             |                                |                   | Pedro Mulens (CUB) · 1–0, 0–2, 0–2 |                              |                   | 7.       |
| Aleksandr Kazakevič | 74 kg       | erőnyerő                            | Bácsi Péter (HUN) · 0–1, 1–0, feladta   | Robert Rosengren (SWE) · 0–1, 2–0, 1–0 | Roman Vlaszov (RUS) · 0–3, 0–1 |                   |                                    | Mark Madsen (DEN) · 2–0, 2–0 |                   |          |

## Cselgáncs
Férfi
| Versenyző          | Versenyszám | Selejtező                                | 32-es főtábla                         | Nyolcaddöntő      | Negyeddöntő       | Elődöntő          | Vigaszág elődöntő | Bronz- mérkőzés   | Döntő             | Helyezés |
| Versenyző          | Versenyszám | Ellenfél Eredmény                        | Ellenfél Eredmény                     | Ellenfél Eredmény | Ellenfél Eredmény | Ellenfél Eredmény | Ellenfél Eredmény | Ellenfél Eredmény | Ellenfél Eredmény | Helyezés |
| ------------------ | ----------- | ---------------------------------------- | ------------------------------------- | ----------------- | ----------------- | ----------------- | ----------------- | ----------------- | ----------------- | -------- |
| Karolis Bauža      | Középsúly   | Romain Buffet (FRA) · 010(0)–001(0)      | Ilíasz Iliádisz (GRE) · 000(3)–010(0) | kiesett           | kiesett           | kiesett           |                   |                   |                   | 9.       |
| Marius Paškevičius | Nehézsúly   | Nazario Fiakaifonu (VAN) · 010(0)–000(0) | Rafael Silva (BRA) · 000(1)–100(1)    | kiesett           | kiesett           | kiesett           |                   |                   |                   | 9.       |

## Evezés
Férfi
| Versenyző                          | Versenyszám  | Előfutam | Előfutam | Vigaszág | Vigaszág | Negyeddöntő | Negyeddöntő | Elődöntő | Elődöntő | Elődöntő | Döntő | Döntő   | Döntő | Helyezés |
| Versenyző                          | Versenyszám  | Idő      | Hely.    | Idő      | Hely.    | Idő         | Hely.       | Típus    | Idő      | Hely.    | Típus | Idő     | Hely. | Helyezés |
| ---------------------------------- | ------------ | -------- | -------- | -------- | -------- | ----------- | ----------- | -------- | -------- | -------- | ----- | ------- | ----- | -------- |
| Mindaugas Griškonis                | Egypárevezős | 6:46,56  | 4.       | 7:00,19  | 1.       | 7:00,80     | 3.          | A/B      | 7:31,72  | 5.       | B     | 7:15,32 | 2.    | 8.       |
| Rolandas Maščinskas Saulius Ritter | Kétpárevezős | 6:17,78  | 2.*      |          |          |             |             | A/B      | 6:21,62  | 2.       | A     | 6:42,96 | 6.    | 6.       |

Női
| Versenyző          | Versenyszám  | Előfutam | Előfutam | Vigaszág | Vigaszág | Negyeddöntő | Negyeddöntő | Elődöntő | Elődöntő | Elődöntő | Döntő | Döntő   | Döntő | Helyezés |
| Versenyző          | Versenyszám  | Idő      | Hely.    | Idő      | Hely.    | Idő         | Hely.       | Típus    | Idő      | Hely.    | Típus | Idő     | Hely. | Helyezés |
| ------------------ | ------------ | -------- | -------- | -------- | -------- | ----------- | ----------- | -------- | -------- | -------- | ----- | ------- | ----- | -------- |
| Donata Vištartaitė | Egypárevezős | 7:43,07  | 2.       |          |          | 7:45,68     | 3.          | A/B      | 7:56,05  | 5.       | B     | 7:47,94 | 2.    | 8.       |

* - egy másik csapattal azonos eredményt ért el

## Kajak-kenu

### Síkvízi
Férfi
| Versenyző           | Versenyszám       | Előfutam | Előfutam | Előfutam | Elődöntő | Elődöntő | Elődöntő | Döntő | Döntő  | Döntő    | Helyezés |
| Versenyző           | Versenyszám       | Idő      | Hely.    | Össz.    | Idő      | Hely.    | Össz.    | Típus | Idő    | Helyezés | Helyezés |
| ------------------- | ----------------- | -------- | -------- | -------- | -------- | -------- | -------- | ----- | ------ | -------- | -------- |
| Egidijus Balčiūnas  | Kajak egyes 200 m | 36,173   | 4.       | 11.      | 36,495   | 5.       | 9.       | B     | 37,995 | 2.       | 10.      |
| Jevgenijus Šuklinas | Kenu egyes 200 m  | 41,288   | 2.       | 4.       | 41,483   | 1.       | 6.       | A     | 42,792 |          |          |

A kenu egyes 200 méteren ezüstérmes Jevgenijus Šuklinas dopping mintáját utólag újra ellenőrizték és turinobol használatát mutatták ki. Ezért 2019-ben megfosztották érmétől.

## Kerékpározás

### BMX
| Versenyző      | Versenyszám | Selejtező | Selejtező | Elődöntő | Elődöntő | Döntő   | Döntő    | Helyezés |
| Versenyző      | Versenyszám | Idő       | Helyezés  | Pont     | Helyezés | Idő     | Helyezés | Helyezés |
| -------------- | ----------- | --------- | --------- | -------- | -------- | ------- | -------- | -------- |
| Vilma Rimšaitė | Női         | 42,162    | 14.       | 19       | 7.       | kiesett | kiesett  | 13.      |

### Országúti kerékpározás
Férfi
| Versenyző            | Versenyszám   | Idő                 | Helyezés |
| -------------------- | ------------- | ------------------- | -------- |
| Gediminas Bagdonas   | Mezőnyverseny | 5:46:37 (+0:40)     | 59.      |
| Ramūnas Navardauskas | Mezőnyverseny | 5:46:37 (+0:40)     | 47.      |
| Ramūnas Navardauskas | Időfutam      | 55:12,32 (+4:32,78) | 21.      |

### Pálya-kerékpározás
Sprintversenyek
| Versenyző          | Versenyszám | Selejtező | Selejtező | 1. forduló                 | Vigaszág               | Vigaszág | 2. forduló                    | Vigaszág               | Vigaszág | 9–12. helyért          | 9–12. helyért | Negyeddöntő                           | 5–8. helyért                                                                | 5–8. helyért | Elődöntő             | Döntő                | Helyezés |
| Versenyző          | Versenyszám | Idő       | Hely.     | Ellenfél Győztes idő       | Ellenfelek Győztes idő | Hely.    | Ellenfél Győztes idő          | Ellenfelek Győztes idő | Hely.    | Ellenfelek Győztes idő | Hely.         | Ellenfél Győztes idő                  | Ellenfelek Győztes idő                                                      | Hely.        | Ellenfél Győztes idő | Ellenfél Győztes idő | Helyezés |
| ------------------ | ----------- | --------- | --------- | -------------------------- | ---------------------- | -------- | ----------------------------- | ---------------------- | -------- | ---------------------- | ------------- | ------------------------------------- | --------------------------------------------------------------------------- | ------------ | -------------------- | -------------------- | -------- |
| Simona Krupeckaitė | Női egyéni  | 11,234    | 8.        | Willy Kanis (NED) · 11,528 |                        |          | Volha Panarina (BLR) · 11,486 |                        |          |                        |               | Kristina Vogel (GER) · 11,541; 11,568 | Lisandra Guerra (CUB) · Ljubov Sulika (UKR) · Volha Panarina (BLR) · 11,812 | 1.           |                      |                      | 5.       |

Keirin
| Versenyző          | Versenyszám | 1. forduló | Vigaszág | 2. forduló | Döntő            | Helyezés |
| Versenyző          | Versenyszám | Helyezés   | Helyezés | Helyezés   | Helyezés         | Helyezés |
| ------------------ | ----------- | ---------- | -------- | ---------- | ---------------- | -------- |
| Simona Krupeckaitė | Női         | 2.         |          | 5.         | 7–12. helyért 1. | 7.       |

## Kosárlabda

### Férfi
| Litván férfi kosárlabdacsapat-játékoskeret                                                                               | Litván férfi kosárlabdacsapat-játékoskeret                                                                  |
| --- | --- |
| - Paulius Jankūnas - Simas Jasaitis - Šarūnas Jasikevičius - Mantas Kalnietis - Rimantas Kaukėnas - Antanas Kavaliauskas | - Linas Kleiza - Jonas Mačiulis - Martynas Pocius - Renaldas Seibutis - Darius Songaila - Jonas Valančiūnas |

#### Eredmények
Csoportkör
A csoport
| Csapat                 | M | Gy | V | P+  | P–  | Pk   | PA    | P  |
| ---------------------- | - | -- | - | --- | --- | ---- | ----- | -- |
| Egyesült Államok (USA) | 5 | 5  | 0 | 589 | 398 | +191 | 1,480 | 10 |
| Franciaország (FRA)    | 5 | 4  | 1 | 376 | 378 | −2   | 0,995 | 9  |
| Argentína (ARG)        | 5 | 3  | 2 | 448 | 424 | +24  | 1,057 | 8  |
| Litvánia (LTU)         | 5 | 2  | 3 | 395 | 399 | −4   | 0,990 | 7  |
| Nigéria (NGR)          | 5 | 1  | 4 | 338 | 456 | −118 | 0,741 | 6  |
| Tunézia (TUN)          | 5 | 0  | 5 | 320 | 411 | −91  | 0,779 | 5  |

| 2012. július 29. 22:15 (23:15) | Argentína (ARG)                          | 102–79    | Litvánia (LTU) | Basketball Arena, London Játékvezetők: Carl Jungebrand (FIN), Jorge Carrion (PUR), Vaughan Mayberry (AUS) |
| 2012. július 29. 22:15 (23:15) | (24–23, 27–16, 27–22, 24–18) Jegyzőkönyv |           |                | Basketball Arena, London Játékvezetők: Carl Jungebrand (FIN), Jorge Carrion (PUR), Vaughan Mayberry (AUS) |
| 2012. július 29. 22:15 (23:15) | Scola 32                                 | Pont      | Kleiza 20      | Basketball Arena, London Játékvezetők: Carl Jungebrand (FIN), Jorge Carrion (PUR), Vaughan Mayberry (AUS) |
| 2012. július 29. 22:15 (23:15) | Ginóbili 10                              | Lepattanó | Kleiza 7       | Basketball Arena, London Játékvezetők: Carl Jungebrand (FIN), Jorge Carrion (PUR), Vaughan Mayberry (AUS) |
| 2012. július 29. 22:15 (23:15) | Ginóbili, Prigioni 6                     | Gólpassz  | Kalnietis 5    | Basketball Arena, London Játékvezetők: Carl Jungebrand (FIN), Jorge Carrion (PUR), Vaughan Mayberry (AUS) |

| 2012. július 31. 14:30 (15:30) | Litvánia (LTU)                          | 72–53     | Nigéria (NGR)       | Basketball Arena, London Játékvezetők: Cristiano Maranho (BRA), Stephen Seibel (CAN), Vitalis Gode (KEN) |
| 2012. július 31. 14:30 (15:30) | (14–8, 20–19, 22–13, 16–13) Jegyzőkönyv |           |                     | Basketball Arena, London Játékvezetők: Cristiano Maranho (BRA), Stephen Seibel (CAN), Vitalis Gode (KEN) |
| 2012. július 31. 14:30 (15:30) | Songaila 12                             | Pont      | Diogu, Al. Aminu 12 | Basketball Arena, London Játékvezetők: Cristiano Maranho (BRA), Stephen Seibel (CAN), Vitalis Gode (KEN) |
| 2012. július 31. 14:30 (15:30) | Kleiza 6                                | Lepattanó | Al. Aminu 11        | Basketball Arena, London Játékvezetők: Cristiano Maranho (BRA), Stephen Seibel (CAN), Vitalis Gode (KEN) |
| 2012. július 31. 14:30 (15:30) | Jasikevičius 9                          | Gólpassz  | Al. Aminu 2         | Basketball Arena, London Játékvezetők: Cristiano Maranho (BRA), Stephen Seibel (CAN), Vitalis Gode (KEN) |

| 2012. augusztus 2. 09:00 (10:00) | Franciaország (FRA)                     | 82–74     | Litvánia (LTU) | Basketball Arena, London Játékvezetők: Christos Christodoulou (GRE), Ilija Belošević (SRB), Jorge Vázquez (PUR) |
| 2012. augusztus 2. 09:00 (10:00) | (25–21, 14–22, 20–9, 23–22) Jegyzőkönyv |           |                | Basketball Arena, London Játékvezetők: Christos Christodoulou (GRE), Ilija Belošević (SRB), Jorge Vázquez (PUR) |
| 2012. augusztus 2. 09:00 (10:00) | Parker 27                               | Pont      | Kleiza 17      | Basketball Arena, London Játékvezetők: Christos Christodoulou (GRE), Ilija Belošević (SRB), Jorge Vázquez (PUR) |
| 2012. augusztus 2. 09:00 (10:00) | Turiaf 10                               | Lepattanó | Kleiza 7       | Basketball Arena, London Játékvezetők: Christos Christodoulou (GRE), Ilija Belošević (SRB), Jorge Vázquez (PUR) |
| 2012. augusztus 2. 09:00 (10:00) | Diaw 8                                  | Gólpassz  | Jasikevičius 5 | Basketball Arena, London Játékvezetők: Christos Christodoulou (GRE), Ilija Belošević (SRB), Jorge Vázquez (PUR) |

| 2012. augusztus 4. 14:30 (15:30) | Litvánia (LTU)                           | 94–99     | Egyesült Államok (USA) | Basketball Arena, London Játékvezetők: Recep Ankaralı (TUR), Luigi Lamonica (ITA), Marcos Benito (BRA) |
| 2012. augusztus 4. 14:30 (15:30) | (25–33, 26–22, 21–23, 22–21) Jegyzőkönyv |           |                        | Basketball Arena, London Játékvezetők: Recep Ankaralı (TUR), Luigi Lamonica (ITA), Marcos Benito (BRA) |
| 2012. augusztus 4. 14:30 (15:30) | Kleiza 25                                | Pont      | James, Anthony 20      | Basketball Arena, London Játékvezetők: Recep Ankaralı (TUR), Luigi Lamonica (ITA), Marcos Benito (BRA) |
| 2012. augusztus 4. 14:30 (15:30) | Pocius 7                                 | Lepattanó | Love 8                 | Basketball Arena, London Játékvezetők: Recep Ankaralı (TUR), Luigi Lamonica (ITA), Marcos Benito (BRA) |
| 2012. augusztus 4. 14:30 (15:30) | Jasikevičius, Pocius 6                   | Gólpassz  | Paul 6                 | Basketball Arena, London Játékvezetők: Recep Ankaralı (TUR), Luigi Lamonica (ITA), Marcos Benito (BRA) |

| 2012. augusztus 6. 11:15 (12:15) | Tunézia (TUN)                          | 63–76     | Litvánia (LTU)            | Basketball Arena, London Játékvezetők: Juan Arteaga (ESP), Saša Pukl (SLO), Felicia Grinter (USA) |
| 2012. augusztus 6. 11:15 (12:15) | (18–7, 17–22, 19–21, 9–26) Jegyzőkönyv |           |                           | Basketball Arena, London Játékvezetők: Juan Arteaga (ESP), Saša Pukl (SLO), Felicia Grinter (USA) |
| 2012. augusztus 6. 11:15 (12:15) | Rzig 17                                | Pont      | Songaila, Jasikevičius 13 | Basketball Arena, London Játékvezetők: Juan Arteaga (ESP), Saša Pukl (SLO), Felicia Grinter (USA) |
| 2012. augusztus 6. 11:15 (12:15) | Mejri 12                               | Lepattanó | Kleiza, Valančiūnas 6     | Basketball Arena, London Játékvezetők: Juan Arteaga (ESP), Saša Pukl (SLO), Felicia Grinter (USA) |
| 2012. augusztus 6. 11:15 (12:15) | Mejri 3                                | Gólpassz  | Kalnietis 9               | Basketball Arena, London Játékvezetők: Juan Arteaga (ESP), Saša Pukl (SLO), Felicia Grinter (USA) |

Negyeddöntő
| 2012. augusztus 8. 14:00 (15:00) | Oroszország (RUS)                        | 83–74     | Litvánia (LTU) | Basketball Arena, London Játékvezetők: Carl Jungebrand (FIN), Pablo Estévez (ARG), Michael Aylen (AUS) |
| 2012. augusztus 8. 14:00 (15:00) | (17–10, 15–17, 22–23, 29–24) Jegyzőkönyv |           |                | Basketball Arena, London Játékvezetők: Carl Jungebrand (FIN), Pablo Estévez (ARG), Michael Aylen (AUS) |
| 2012. augusztus 8. 14:00 (15:00) | Andrej Kirilenko 19                      | Pont      | Kaukėnas 19    | Basketball Arena, London Játékvezetők: Carl Jungebrand (FIN), Pablo Estévez (ARG), Michael Aylen (AUS) |
| 2012. augusztus 8. 14:00 (15:00) | Andrej Kirilenko 13                      | Lepattanó | Valančiūnas 9  | Basketball Arena, London Játékvezetők: Carl Jungebrand (FIN), Pablo Estévez (ARG), Michael Aylen (AUS) |
| 2012. augusztus 8. 14:00 (15:00) | Viktor Hrjapa 8                          | Gólpassz  | négy játékos 3 | Basketball Arena, London Játékvezetők: Carl Jungebrand (FIN), Pablo Estévez (ARG), Michael Aylen (AUS) |

| Csapat         | Helyezés |
| -------------- | -------- |
| Litvánia (LTU) | 8.       |

## Ökölvívás
Férfi
| Versenyző             | Versenyszám | Selejtező                  | Nyolcaddöntő              | Negyeddöntő                      | Elődöntő                    | Döntő             | Helyezés |
| Versenyző             | Versenyszám | Ellenfél Eredmény          | Ellenfél Eredmény         | Ellenfél Eredmény                | Ellenfél Eredmény           | Ellenfél Eredmény | Helyezés |
| --------------------- | ----------- | -------------------------- | ------------------------- | -------------------------------- | --------------------------- | ----------------- | -------- |
| Evaldas Petrauskas    | Könnyűsúly  | Varga Miklós (HUN) · 20–12 | Fatih Keleş (TUR) · 16–12 | Domenico Valentino (ITA) · 16–14 | Han Szuncshol (KOR) · 13–18 | kiesett           |          |
| Egidijus Kavaliauskas | Váltósúly   | erőnyerő                   | Fred Evans (GBR) · 7–11   | kiesett                          | kiesett                     | kiesett           | 9.       |

## Öttusa
| Versenyző             | Versenyszám | Vívás    | Vívás | Vívás | Úszás   | Úszás | Úszás | Lovaglás | Lovaglás | Lovaglás | Lovaglás | Futás/Lövészet | Futás/Lövészet | Futás/Lövészet | Futás/Lövészet | Összesen    | Összesen |
| Versenyző             | Versenyszám | Eredmény | Pont  | Hely. | Idő     | Pont  | Hely. | Idő      | Hibapont | Pont     | Hely.    | Lövőhiba       | Idő            | Pont           | Hely.          | Összes pont | Helyezés |
| --------------------- | ----------- | -------- | ----- | ----- | ------- | ----- | ----- | -------- | -------- | -------- | -------- | -------------- | -------------- | -------------- | -------------- | ----------- | -------- |
| Justinas Kinderis     | Férfi       | 15–20    | 760   | 25.*  | 2:04,35 | 1308  | 15.   | 72,78    | 60       | 1140     | 12.      | 7              | 10:19,34       | 2524           | 2.             | 5732        | 8.       |
| Laura Asadauskaitė    | Női         | 23–12    | 952   | 3.    | 2:18,67 | 1136  | 17.   | 72,26    | 20       | 1180     | 3.       | 7              | 11:55,64       | 2140           | 6.             | 5408        |          |
| Gintarė Venčkauskaitė | Női         | 10–25    | 640   | 34.   | 2:16,88 | 1160  | 11.   | 69,57    | 40       | 1160     | 6.       | 2              | 11:36,63       | 2216           | 2.             | 5176        | 12.      |

* - három másik versenyzővel azonos eredményt ért el

## Sportlövészet
Női
| Versenyző            | Versenyszám | Selejtező | Selejtező | Döntő   | Döntő    |
| Versenyző            | Versenyszám | Pont      | Helyezés  | Pont    | Helyezés |
| -------------------- | ----------- | --------- | --------- | ------- | -------- |
| Daina Gudzinevičiūtė | Trap        | 66        | 14.       | kiesett | kiesett  |

## Tollaslabda
| Versenyző           | Versenyszám | Csoportkör                                                                         | Csoportkör | Nyolcaddöntő      | Negyeddöntő       | Elődöntő          | Bronz- mérkőzés   | Döntő             | Helyezés |
| Versenyző           | Versenyszám | Ellenfél Eredmény                                                                  | Hely.      | Ellenfél Eredmény | Ellenfél Eredmény | Ellenfél Eredmény | Ellenfél Eredmény | Ellenfél Eredmény | Helyezés |
| ------------------- | ----------- | ---------------------------------------------------------------------------------- | ---------- | ----------------- | ----------------- | ----------------- | ----------------- | ----------------- | -------- |
| Akvilė Stapušaitytė | Női egyes   | F csoport · Jie Yao (NED) · 16–21, 7–21 · Ragna Ingólfsdóttir (ISL) · 10–21, 16–21 | kiesett    | kiesett           | kiesett           | kiesett           | kiesett           | kiesett           | 33.      |

## Torna
Férfi
| Versenyző      | Versenyszám | Selejtező | Selejtező | Döntő    | Döntő    |
| Versenyző      | Versenyszám | Pontszám  | Helyezés  | Pontszám | Helyezés |
| -------------- | ----------- | --------- | --------- | -------- | -------- |
| Rokas Guščinas | Lólengés    | 14,366    | 17.       | kiesett  | kiesett  |

Női
| Versenyző       | Versenyszám      | Selejtező | Selejtező | Döntő    | Döntő    |
| Versenyző       | Versenyszám      | Pontszám  | Helyezés  | Pontszám | Helyezés |
| --------------- | ---------------- | --------- | --------- | -------- | -------- |
| Laura Švilpaitė | Talaj            | 12,666    | 64.       | kiesett  | kiesett  |
| Laura Švilpaitė | Ugrás            | 11,933    | 18.       | kiesett  | kiesett  |
| Laura Švilpaitė | Felemás korlát   | 13,500    | 39.       | kiesett  | kiesett  |
| Laura Švilpaitė | Gerenda          | 11,900    | 71.       | kiesett  | kiesett  |
| Laura Švilpaitė | Egyéni összetett | 50,299    | 50.       | kiesett  | kiesett  |

## Úszás
Férfi
| Versenyző           | Versenyszám    | Előfutam | Előfutam | Előfutam | Elődöntő | Elődöntő | Elődöntő | Döntő   | Döntő    |
| Versenyző           | Versenyszám    | Idő      | Hely.    | Össz.    | Idő      | Hely.    | Össz.    | Idő     | Helyezés |
| ------------------- | -------------- | -------- | -------- | -------- | -------- | -------- | -------- | ------- | -------- |
| Mindaugas Sadauskas | 100 m gyors    | 49,78    | 4.       | 28.      | kiesett  | kiesett  | kiesett  | kiesett | kiesett  |
| Giedrius Titenis    | 100 m mell     | 59,68    | 3.       | 3.       | 59,66    | 2.       | 5.       | 1:00,84 | 8.       |
| Giedrius Titenis    | 200 m mell     | 2:10,36  | 3.       | 8.       | 2:09,95  | 5.       | 11.      | kiesett | kiesett  |
| Vytautas Janušaitis | 100 m pillangó | 54,17    | 7.       | 39.      | kiesett  | kiesett  | kiesett  | kiesett | kiesett  |
| Vytautas Janušaitis | 200 m vegyes   | 1:59,84  | 7.       | 14.      | 2:00,13  | 6.       | 13.      | kiesett | kiesett  |

Női
| Versenyző      | Versenyszám | Előfutam | Előfutam | Előfutam | Elődöntő | Elődöntő | Elődöntő | Döntő   | Döntő    |
| Versenyző      | Versenyszám | Idő      | Hely.    | Össz.    | Idő      | Hely.    | Össz.    | Idő     | Helyezés |
| -------------- | ----------- | -------- | -------- | -------- | -------- | -------- | -------- | ------- | -------- |
| Rūta Meilutytė | 50 m gyors  | 25,55    | 1.       | 26.*     | kiesett  | kiesett  | kiesett  | kiesett | kiesett  |
| Rūta Meilutytė | 100 m gyors | 56,33    | 5.       | 29.*     | kiesett  | kiesett  | kiesett  | kiesett | kiesett  |
| Rūta Meilutytė | 100 m mell  | 1:05,56  | 1.       | 1.       | 1:05,21  | 1.       | 1.       | 1:05,47 |          |

* - egy másik versenyzővel azonos eredményt ért el

## Vitorlázás
Férfi
| Versenyző        | Versenyszám     | Futam | Futam | Futam | Futam | Futam | Futam | Futam | Futam | Futam | Futam | Futam   | Pontszám | Helyezés |
| Versenyző        | Versenyszám     | 1     | 2     | 3     | 4     | 5     | 6     | 7     | 8     | 9     | 10    | É       | Pontszám | Helyezés |
| ---------------- | --------------- | ----- | ----- | ----- | ----- | ----- | ----- | ----- | ----- | ----- | ----- | ------- | -------- | -------- |
| Juozas Bernotas  | Szörfvitorlázás | 9     | 13    | 13    | 8     | 9     | 13    | 11    | 17    | (27)  | 27    | kiesett | 120      | 12.      |
| Rokas Milevičius | Laser           | 37    | 37    | 33    | 38    | 43    | 37    | 40    | 43    | 31    | (46)  | kiesett | 339      | 42.      |

Női
| Versenyző              | Versenyszám  | Futam | Futam | Futam | Futam | Futam | Futam | Futam | Futam | Futam | Futam | Futam | Pontszám | Helyezés |
| Versenyző              | Versenyszám  | 1     | 2     | 3     | 4     | 5     | 6     | 7     | 8     | 9     | 10    | É     | Pontszám | Helyezés |
| ---------------------- | ------------ | ----- | ----- | ----- | ----- | ----- | ----- | ----- | ----- | ----- | ----- | ----- | -------- | -------- |
| Gintarė Volungevičiūtė | Laser radial | 2     | 13    | 9     | 10    | 3     | (14)  | 11    | 7     | 7     | 6     | 14    | 82       | 6.       |